# دهستان رستاق (داراب)
دهستان رستاق (داراب) نام دهستانی در بخش رستاق شهرستان داراب، استان فارس در ایران است. براساس سرشماری مرکز آمار ایران در سال ۱۳۸۵، جمعیت آن ۹۱۷۱ نفر (۲۲۰۶ خانوار) بوده‌است.